# Sân bay Lic. Miguel de la Madrid
Sân bay Licenciado Miguel de la Madrid hay Sân bay Colima (IATA: CLQ, ICAO: MMIA) là một sân bay ở Colima, Colima, México. Sân bay này có 1 đường cất hạ cánh dài 2300 m. Sân bay Licenciado Miguel de la Madrid được vận hành bởi Aeropuertos y Servicios Auxiliares, một công ty quốc doanh thuộc chính phủ liên bang Mêhicô.

## Các hãng hàng không và các tuyến điểm
- Avolar (Tepic, Tijuana)
- Aero California (Thành phố Mexico, Tijuana)
- Aeromar (Thành phố Mexico)